# كريغ نوون
كريغ نوون (بالإنجليزية: Craig Noone)‏ (17 نوفمبر 1987 في المملكة المتحدة - ) هو لاعب كرة قدم بريطاني في مركز الوسط. لعب مع برايتون أند هوف ألبيون وكارديف سيتي ونادي ساوثبورت ونادي بارسكو وSkelmersdale United F.C. ‏ ونادي إكزتر سيتي ونادي بليموث أرجايل.

## وصلات خارجية
- كريغ نوون على موقع قاعدة بيانات كرة القدم.إي يو (الإنجليزية)
- كريغ نوون على موقع Soccerbase.com (لاعب) (الإنجليزية)
- كريغ نوون على موقع Soccerway.com (الإنجليزية)
- كريغ نوون على موقع عالم كرة القدم.نت (الإنجليزية)
- كريغ نوون على موقع AS.com (الإسبانية)